# Wielka Sowa
Wielka Sowa ("Cú lớn", tiếng Đức: Hohe Eule) với chiều cao 1.014,8 mét (3.329 ft) là đỉnh cao nhất của dãy núi Cú mèo, một phạm vi của khu vực trung Sudetes. Ngọn núi nằm ở quận Dzierżoniów, Lower Silesian Voivodeship, ở phía tây nam Ba Lan.

## Địa lý

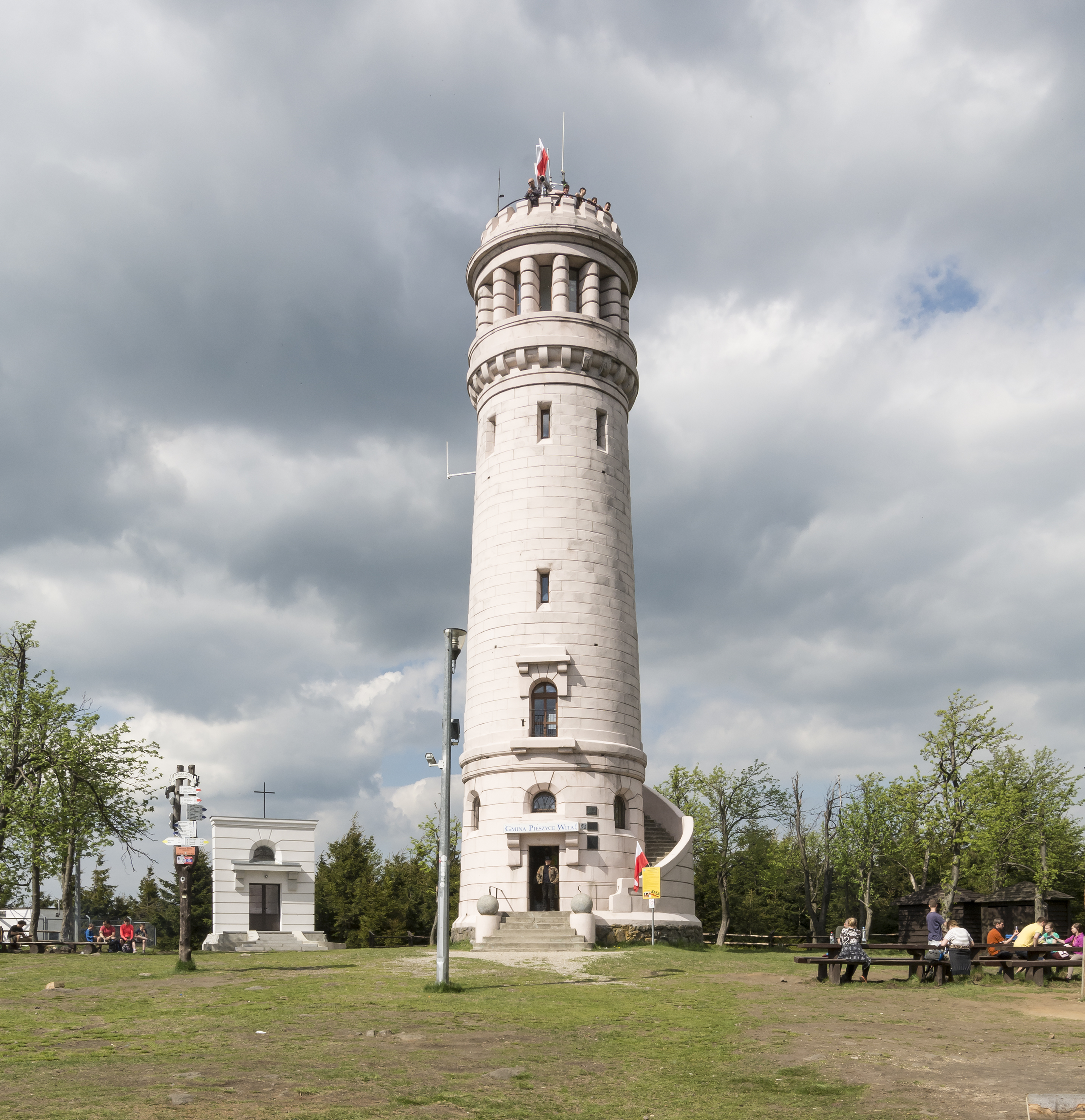
Tháp quan sát

Đỉnh được tạo thành từ những tảng đá biến chất của thời Tiền Cambry mọc lên trên ngôi làng Walim gần Dzierżoniów ở phía bắc và Thung lũng Nysa Kłodzka ở phía tây. Nó được bao quanh bởi Công viên Cảnh quan Núi Owl. Dốc của nó là một khu trượt tuyết phổ biến vào mùa đông. 

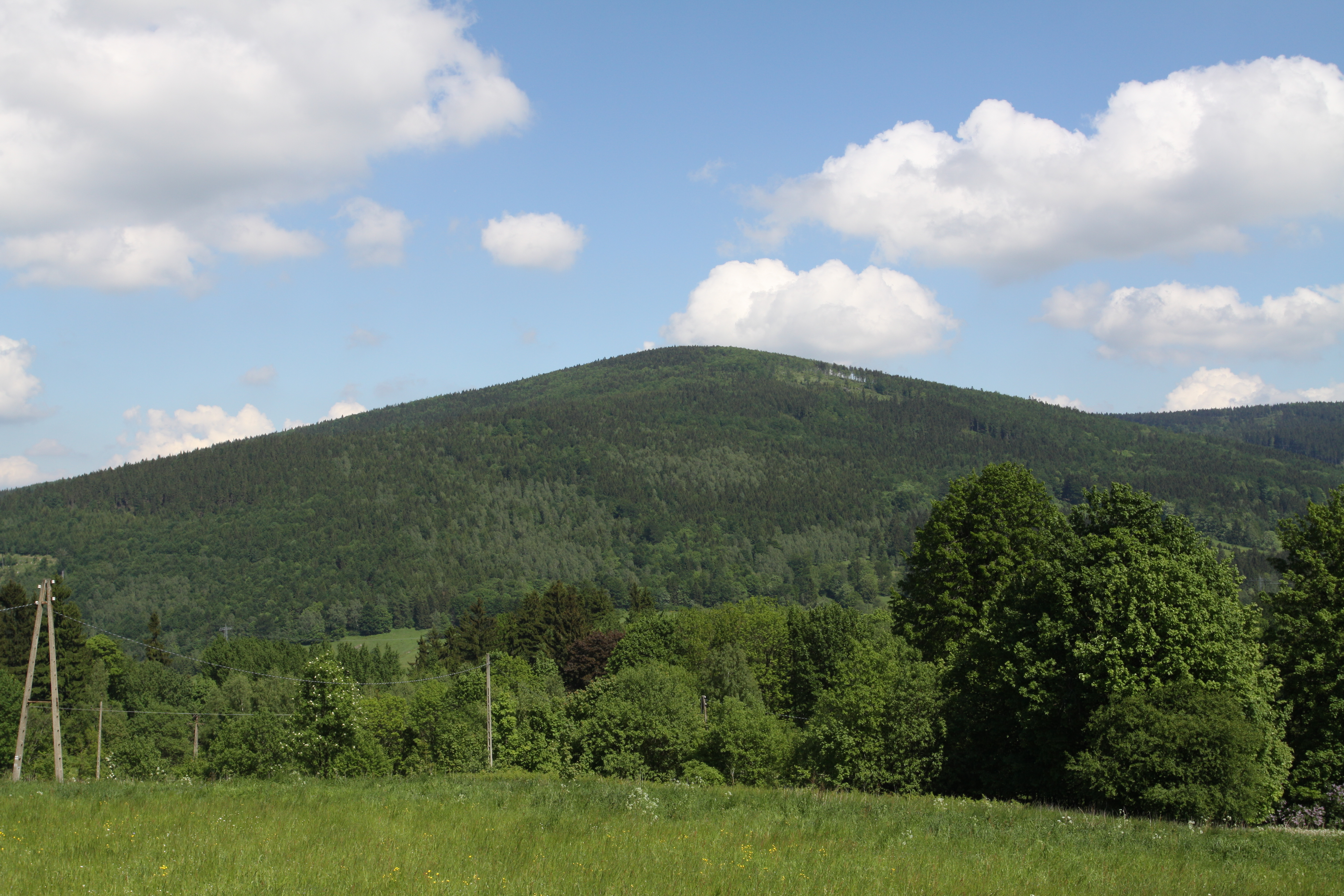
Nhìn về Wielka Sova vào năm 2014 từ phía nam

Năm 1906, một tòa tháp Bismarck đã được dựng lên tại hội nghị thượng đỉnh theo lệnh của chính quyền Đức. Việc xây dựng một tòa tháp bằng đá granit và bê tông cốt thép đã thay thế một tháp quan sát bằng gỗ cũ hơn nằm ở khoảng 30 m (98 ft) về phía nam. Được đổi tên nhiều lần sau Thế chiến II, gần đây nó đã được khôi phục trong quá trình chương trình khuyến khích Interreg của EU và được mở lại vào năm 2008. Ngày nay, nó được gọi là wieża widokowa (tháp quan sát) và cung cấp một cái nhìn toàn cảnh đến dãy Krkonoše, đến Núi Ślęża, vào Thung lũng Kłodzko và qua Lưu vực Oder ở phía bắc đến Wrocław vào một ngày tươi sáng.